# Matigramma metaleuca
Matigramma metaleuca là một loài bướm đêm trong họ Erebidae.